# Laura Howard
Pour les articles homonymes, voir Howard.
Laura Howard est une actrice britannique, née en 1977 à Chiswick (Londres). Elle est connue pour avoir joué le rôle de Cully Barnaby aux côtés de John Nettles dans la série télévisée Inspecteur Barnaby (Midsomer Murders), diffusée sur ITV.

## Biographie
Laura Howard est la fille d'un père consultant en transport maritime et d'une mère psychiatre. Elle est née à Chiswick, un quartier situé à l'ouest de Londres, dans le district de Hounslow.
Son premier rôle principal a eu lieu en 1992, en interprétant une adolescente, Tammy Rokeby, dans la série de la BBC So Haunt Me.
Laura a, par la suite, joué un rôle de premier plan dans le drame de Jack Rosenthal Eskimo Day et dans sa suite Cold Enough For Snow.
Elle joue également dans des séries ou téléfilms comme Soldier Soldier, The Bill, Doctors et Casualty.
Elle est apparue dans de nombreuses productions théâtrales britanniques, notamment la première de Life of Riley, pièce d'Alan Ayckbourn. En juin 2012, elle est apparue dans The Norman Conquests d'Alan Ayckbourn au Liverpool Playhouse. En 2016, elle est apparue dans deux pièces dans le cadre de la RSC's Making Mischief Season. 

## Filmographie

### Cinéma
- 2009 : Be Good : Femme du lac
- 2011 : Get Well Soon : Janet

### Télévision
- 1990 : Casualty - Saison 5 — Rôle : Victoria Leach
- 1992 : Covington Cross - Saison 1 — Rôle : Alexandra Mullens
- 1992 - 1994 : So Haunt Me — Rôle : Tammy Rokeby
- 1995 : The Bill - Saison 11 — Rôle : Erica
- 1996 : Eskimo Day (TV) de Piers Haggard — Rôle : Pippa
- 1996 : Soldier Soldier - Saison 6 — Rôle : Deborah Briggs / Deborah Osbourne
- 1997 : Cold Enough for Snow (TV) de Piers Haggard — Rôle : Pippa 'Muffin' Lloyd
- 1997 - 2011 : Inspecteur Barnaby (Midsomer Murders) — Rôle : Cully Barnaby
- 1998 : Queen's Park Story (TV) de Barney Cokeliss — Rôle : Lily
- 2000 : The Bill - Saison 16 — Rôle : Star
- 2004 : Doctors - Saison 6 — Rôle : Jane Taylor
- 2004 : The Hotel in Amsterdam (TV) de Julian Jarrold — Rôle : Gillian
- 2006 : Casualty - Saison 21 — Rôle : Annie McQueen
- 2009: Inspecteur Lewis saison 3 De l'autre côté du miroir: figurante qui sort de la conférence.
- 2012 : Doctors - Saison 14 — Rôle : Zoe Durand
- 2012 : Casualty - Saison 26 — Rôle : Tania Sullivan
- 2013 : EastEnders - Épisode du 15 février 2013 — Rôle : Enseignante
- 2014 : Young Dracula - Saison 5 — Rôle : Sally Giles
- 2014 : Doctors - Saison 16 — Rôle : Amy Dobson
- 2014 : Casualty - Saison 28 — Rôle : Eva Heggarty
- 2015 : The Delivery Man - Saison 1 — Rôle : Melanie
- 2015 : Cuffs - Saison 1 — Rôle : Lynne
- 2016 : Casualty - Saison 31 — Rôle : Carly Swinford
- 2018 : Casualty - Saison 32 — Rôle : Mary Barstow

### Doublage

#### Jeux vidéo
- 2017 : Total War: Warhammer 2 : voix